# Альма Малер-Верфель
Альма Марія Малер-Верфель (Alma Maria Mahler-Werfel, уродж. Шиндлер (Schindler); 31 серпня 1879, Відень; † 11 грудня 1964, Нью Йорк) — австрійська діячка мистецтва та літератури, відома особистість на культурній сцені першої половини XX століття, засновниця мистецьких салонів, Femme fatale, супутниця життя багатьох творчих людей тієї доби.

## Біографія
Альма Шиндлер народилася в сім'ї художника-пейзажиста Еміля Якоба Шиндлера та його дружини Анни Берген.  Після смерті батька Альми в 1892 році її мати виходить заміж за художника Карла Молля, одного із співзасновників Спілки австрійських художників.
Альма Шиндлер протягом семи років навчалася грі на фортепіано у провідної віденської викладачки Аделі Радніцкі (збереглося 17 скомпонованих нею музичних творів на вірші Новаліса, Гейне, Рільке та інших поетів).
Вже підлітком Альма, як пасербиця Карла Моля, мала змогу відвідувати богемні вечері у віденському Сецессіоні — осередку Спілки австрійських художників. Там на неї вже 17-ти річну звернув увагу художник Ґустав Клімт, який став її першим великим коханням, але стосунки тривали недовго — близько двох років.
Навесні 1900 року 20-річна Альма зустріла композитора Александра фон Цемлінські, який у той час був зіркою віденської музичної сцени. У нього вона бере уроки музики. Їхні стосунки були пристрасними, але складними, і вже у 1902 році частково під тиском родини Альми вони припиняються.

## Стосунки з Густавом Малером
7 листопада 1901 року на вечері у своєї подруги Берти Цукеркандль Альма знайомиться з диригентом Густавом Малером, який у той час обіймав посаду директора Віденської опери. Вже 28 листопада Малер просить руки дівчини. 9 березня 1902 року Альма стає дружиною на 19 років старшого від неї відомого музиканта. 1902 і 1904 народжуються дві доньки, старша, Марія, помирає у 1907 році від дифтерії.
Незабаром у подружжя виникають непорозуміння, Альма не приховує флірту з іншими чоловіками. Стосунки стають ще прохолоднішими після повернення подружжя зі США, де Густав Малер виступав у Нью-Йорку. Разом з донькою  Альма проводить багато часу на курортах, де знайомиться із молодим архітектором Вальтером Ґропіусом, що згодом став засновником Баугаузу.
Вальтер випадково надсилає любовного листа на ім'я Густава Малера, композитор дізнається про зраду, переживання виливаються у Десяту симфонію, скомпоновану ним у цей час. Щоб повернути прихильність дружини, Малер пише і присвячує їй ще одну симфонію — восьму, прем'єра якої 12 вересня 1910 року в Мюнхені стала його найбільшим тріумфом.
Незадовго до кількамісячної подорожі разом з Густавом Малером до США, Альма відвідує Париж, щоб ще раз зустрітись із Вальтером Ґропіусом.
У Поїздці по США Малер тяжко занедужав, Альма повертається з ним до Європи 12 травня 1911, а 18 травня 1911 року композитор помирає. Його поховали на цвинтарі у Ґрінцінгу (Відень) поряд з донькою Марією-Анною.

## Оскар Кокошка і Вальтер Ґропіус
У 1912 році Альма Малер знайомиться з відомим художником-експресіоністом Оскаром Кокошкою, якого сучасники вважали геніальним. Їх пристрасний роман тривав кілька років, Кокошка присвятив їй одну з найкращих своїх картин — «Наречена вітру». Однак Кокошка не сприймає вільного стилю життя своєї коханої, надзвичайно ревнує її, намагається всіляко прив'язати до себе, що накладає на велелюбну Альму завеликі обмеження. З вибухом війни Кокошка записується до війська, де згодом зазнає тяжкого поранення. У 1915 році Альма розриває з Кокошкою і відновлює зв'язок з Вальтером Ґропіусом, який, зрештою, також зв'язаний службою при війську. У лютому 1915 разом зі своєю подругою Лілі Лізер вона їде до Берліна, щоб зустрітися з ним. 18 серпня вони одружились, у шлюбі народжується донька Манон. Стається так, що Альма вкотре зав'язує стосунки з іншим чоловіком, Францом Верфелем, то ж їхній шлюб з Ґропіусом тривав до 1920 року.

## Франц Верфель
Після розлучення з Ґропіусом Альма живе з письменником Францом Верфелем, з яким знайомиться у своєму віденському салоні. Одружується пара у 1929, а в 1938 в Альма Малер з ним емігрувала до США. Тут вона присвячує багато часу роботі по збереженню творчого спадку Густава Малера, також пише автобіографічні книгу «Моє життя».

## Смерть

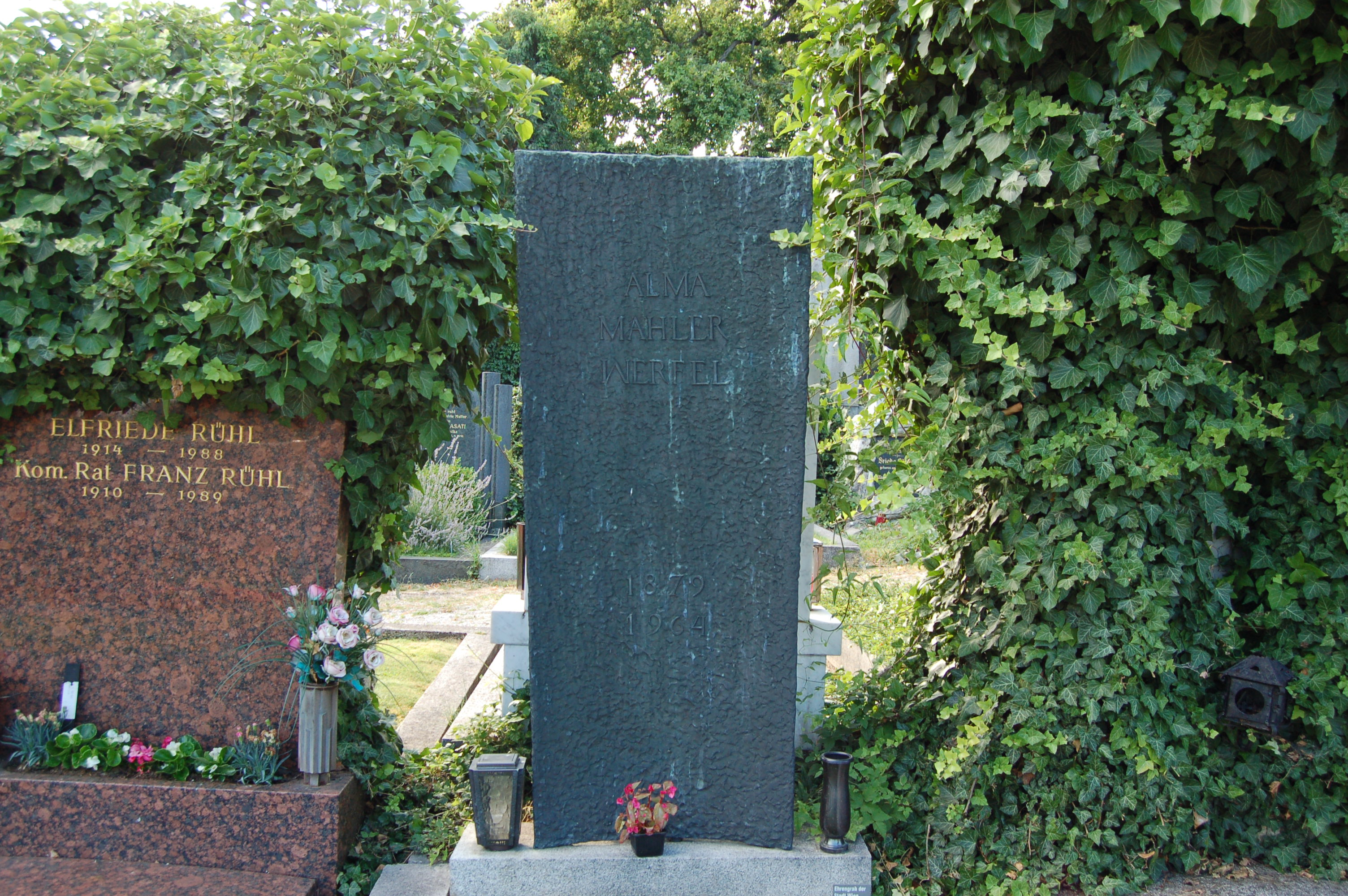
Могила Альми Малер-Верфель у Ґрінцінгу (Відень)

Альма Малер-Верфель помирає 11 грудня 1964 року у 85-річному віці у своїй квартирі в Нью-Йорку. 8 лютого 1965 року перепохована на цвинтарі в Ґрінцінгу (Відень) разом зі своєю донькою Манон Ґропіус (померла 1935 р.), недалеко від могили її першого чоловіка Густава Малера.